# Texas in July
Texas in July is een Amerikaanse metalcoreband afkomstig uit Ephrata, Pennsylvania. Toen Alex Good, Adam Gray, Christian Royer, Logan Maurer en Ben Witkowski de band in 2007 oprichtten zaten ze nog op de middelbare school, waarna ze in 2008 hun eerste EP Salt of the Earth uitbrachten.
Vier studioalbums later, besloot de band er na een laatste tour door Noord-Amerika en Europa in 2015 een punt achter te zetten.

## Personele bezetting
Leden tot 2015
- Adam Gray – drums (2007–2015)
- Ben Witkowski – bas (2007–2015)
- Chris Davis – slaggitaar (2010–2014); leidende gitaar (2014–2015) (tegenwoordig in The Ghost Inside)
- J.T. Cavey – vocalen (2014–2015) (tegenwoordig in ERRA)
- Cameron Welsh – slaggitaar (2014–2015)

Voormalige leden
- Logan Maurer – slaggitaar (2007–2010)
- Alex Good – vocalen (2007–2014)
- Christian Royer – leidende gitaar (2007–2014)

Tijdlijn

## Discografie
Studioalbums
| Jaar | Titel         | Label        | Hoogste notering in de Amerikaanse hitlijsten | Hoogste notering in de Amerikaanse hitlijsten | Hoogste notering in de Amerikaanse hitlijsten |
| Jaar | Titel         | Label        | Top 200                                       | US Indie                                      | US Heat                                       |
| ---- | ------------- | ------------ | --------------------------------------------- | --------------------------------------------- | --------------------------------------------- |
| 2009 | I Am          | CI           | —                                             | —                                             | —                                             |
| 2011 | One Reality   | Equal Vision | 174                                           | 31                                            | 3                                             |
| 2012 | Texas in July | Equal Vision | 152                                           | —                                             | 4                                             |
| 2014 | Bloodwork     | Equal Vision | 71                                            | —                                             | —                                             |